# Karl-Willi Beck
Karl-Willi „Charly“ Beck (* 26. September 1954; † 30. Oktober 2022) war ein deutscher Kommunalpolitiker (CSU). Sein Engagement gegen Rechtsextremismus als Erster Bürgermeister von Wunsiedel machte ihn überregional bekannt.

## Leben
Karl-Willi Becks Großeltern waren Willi und Anna Beck. 1975 übernahm er den familiären Bauernhof und verbundene Ländereien. Im März 2002 wurde Beck zum Ersten Bürgermeister Wunsiedels gewählt und legte dieses Amt 2020 nach mehrfacher Wiederwahl nieder. Der Stadtrat ernannte ihn zum Altbürgermeister. Im Oktober 2022 erlag er einem Krebsleiden, welches noch während seiner Amtszeit bei ihm diagnostiziert wurde.

## Wirken
In Becks Amtszeit wurden unter anderem das Theatergebäude der Luisenburg-Festspiele saniert und das Luisenburg-Felsenlabyrinth instand gesetzt. 2015 fand Wunsiedel Eingang in das Schwarzbuch des Bundes der Steuerzahler, da die hoch verschuldete Stadt Bürgern Verdienstmedaillen aus reinem Gold verlieh.

### Strategien gegen Rechtsextremismus
Nachdem ein Rudolf-Heß-Gedenkmarsch 2003 nicht verhindert werden konnte, initiierte Beck mit einem lokalen Bündnis den seit 2004 in Wunsiedel stattfindenden Tag der Demokratie, um jährliche Umzüge von Neonazis und Rechtsextremisten zu unterbinden. Dabei nahm Beck an einer Sitzblockade auf der Strecke des Umzuges teil, was zu einer Vorladung beim damaligen bayerischen Innenminister Günther Beckstein führte. Durch die Inanspruchnahme des Vorkaufsrechts für eine Immobilie an der Luisenburg durch die Gemeinde verhinderte Beck 2007 das Vorhaben Jürgen Riegers, ein örtliches Schulungs- und NPD-Wahlkampfzentrum sowie eine Rudolf-Heß-Gedenkstätte zu eröffnen. Als der Pachtvertrag der Grabstätte von Rudolf Heß auslief, erwirkte Beck 2011 die zunächst unbemerkte Auflösung. Die Verschärfung des Straftatbestands der Volksverhetzung bei Störung des öffentlichen Friedens nach § 130 StGB, soll maßgeblich auf die Anhörungen Becks im Innenausschuss des Bundestags zurückzuführen sein.
Mit Vorträgen und öffentlichen Appellen regte Beck Kommunen in ähnlichen Situationen zur Nachahmung des durch Engagement, enge zivilgesellschaftliche Kooperation und Extremismusprävention geprägten „Wunsiedler Wegs“ und zu zivilem Ungehorsam an. Mehrmals sprach sich Beck für ein NPD-Verbot und einen Abzug von V-Leuten aus dem Parteiumfeld aus.

### Sonstiges
Becks Menschenführung fand nach Wutausbrüchen im Stadtrat und Arbeitsunfähigkeit eines Mitarbeiters mehrfach Kritik. Ein Gerichtsverfahren wegen Verdachts der Untreue wurde 2018 eingestellt. Die Anwerbung spanischer Fachkräfte erregte Unmut. Während seiner Amtszeit wurde Wunsiedel der Deutsche Nachhaltigkeitspreis als „Deutschlands nachhaltigste Kleinstadt und Gemeinde“ verliehen. Seine Amtshandlungen und politischen Einstellungen wurden medial differenziert eingeordnet:

„Alles juristische Fragen, jeweils eine Geschichte für sich. Und immer spannend, rechtlich und ethisch.“

## Privates
1973 heiratete er Ingrid Beck geb. Rogler. Gemeinsam betrieben sie einen Ferienhof.

## Medien (Auswahl)

### Sammelbände
- Holger Kulick/Toralf Staud (Hrsg.): Das Buch gegen Nazis. Rechtsextremismus. Was man wissen muss und wie man sich wehren kann. Köln: Kiepenheuer & Witsch 2009, ISBN 978-3-462-04160-6, S. 167 ff.

### Filme
- Lukas Felix Pohl: Alles auf Grün. Dieser Weg führt ins Morgen. Dokumentation. Siemens, Wunsiedel 2021.